# Gregg Sheppard
Gregory Wayne „Gregg“ Sheppard (* 23. April 1949 in North Battleford, Saskatchewan) ist ein ehemaliger kanadischer Eishockeyspieler, der im Verlauf seiner aktiven Karriere zwischen 1966 und 1982 unter anderem 739 Spiele für die Boston Bruins und Pittsburgh Penguins in der National Hockey League auf der Position des Centers bestritten hat.

## Karriere
Sheppard verbrachte seine Juniorenzeit bis 1969 bei den Estevan Bruins – zunächst in der Saskatchewan Junior Hockey League, später dann in der Western Canada Hockey League. Während dieser Zeit nahm er mit der Mannschaft auch zweimal am Memorial Cup teil.
Nach Beendigung seiner Juniorenkarriere wechselte der Stürmer in die Central Hockey League zu Oklahoma City Blazers, wo er drei Jahre lang aktiv war. Nachdem er in seinem dritten Jahr gemeinsam mit Ross Perkins bester Torschütze der Liga gewesen war und den CHL Most Valuable Player Award als wertvollster Spieler gewonnen hatte, wechselte der Kanadier im Sommer 1972 zum amtierenden Stanley-Cup-Sieger Boston Bruins. Den Bruins blieb Sheppard die folgenden sechs Jahre bis zum September 1978 treu, ehe er im Tausch für Dick Redmond zu den Atlanta Flames transferiert wurde und noch am selben Tag zu den Pittsburgh Penguins weiter geschickt wurde. Diese ließen im Gegenzug Jean Pronovost nach Atlanta wechseln.
Sheppard verblieb noch weitere vier Jahre in der National Hockey League in Diensten der Penguins, ehe er nach der Saison 1981/82 im Alter von 33 Jahren seine aktive Karriere für beendet erklärte.

## Erfolge und Auszeichnungen
- 1971 CHL Second All-Star Team
- 1972 CHL Most Valuable Player Award
- 1972 CHL First All-Star Team
- 1976 Teilnahme am NHL All-Star Game

## Karrierestatistik
(Legende zur Spielerstatistik: Sp oder GP = absolvierte Spiele; T oder G = erzielte Tore; V oder A = erzielte Assists; Pkt oder Pts = erzielte Scorerpunkte; SM oder PIM = erhaltene Strafminuten; +/− = Plus/Minus-Bilanz; PP = erzielte Überzahltore; SH = erzielte Unterzahltore; GW = erzielte Siegtore; 1 Play-downs/Relegation; Kursiv: Statistik nicht vollständig)